# Cameronbridge
Cameronbridge ist eine Whiskybrennerei in Windygates, Fife, Schottland. Die Brennereigebäude sind teilweise in den schottischen Denkmallisten in die Kategorie B einsortiert.

## Geschichte
Die Brennerei wurde 1824 von John Haig in der Nähe der Stadt Windygates am Fluss Leven gegründet, um Grain Whisky zu produzieren. Sie war die erste Brennerei, die ausschließlich und in größerem Maßstab Grain Whisky brannte. 1877 gehörte die Brennerei zu den Gründungsmitgliedern der Distiller Company Ltd. (DCL) und wurde 1919 von dieser übernommen. Während des Zweiten Weltkriegs war der Betrieb teilweise geschlossen und die Produktion wurde erst 1947 wiederaufgenommen. In den Jahren 1989–1992 wurde die Brennerei grundlegend modernisiert und der Betrieb 2000 wiederaufgenommen. Die Brennerei gehört mittlerweile zum Diageo-Konzern und stellt seit deren Schließung der Produktion in Essex auch Gordon’s Gin, Tanqueray Gin und Smirnoff Vodka her.

## Produktion
Das zur Whiskyherstellung benötigte Wasser stammt aus dem Loch Leven. Als Brennapparate wurden drei Coffey Stills eingesetzt. Diese ermöglichen die Produktion von maximal 300.000 hl Alkohol pro Jahr.

## Abfüllungen
Obwohl ein Großteil des produzierten Whiskys zur Herstellung von Blends verwendet wird, gibt es unter dem Namen Cameron Brig eine Originalabfüllung der Brennerei und verschiedene unabhängige Abfüllungen, zum Beispiel von Signatory Vintage und Duncan Taylor.